# Karl Schnell (Politiker, 1786)
Karl Schnell (getauft 14. Juni 1786 in Burgdorf; † 14. November 1844 in Aarau) war ein Schweizer Jurist und liberaler Politiker im Kanton Bern in der Regenerationszeit.

## Leben
Karl Schnell war der zweitälteste von drei Söhnen («Gebrüder Schnell», →Johann Ludwig Schnell, →Hans Schnell) des Burgdorfer Juristen Johann Schnell (1751–1827), der sich im Kanton Bern als Anhänger der Helvetischen Republik einen Namen in der liberalen Bewegung gemacht hatte. Wie sein Vater wurde Karl Schnell Jurist und erhielt 1809 an der Universität Heidelberg das Doktorat und wurde 1811 Notar. Zuerst arbeitete er als Gehilfe seines älteren Bruders, des Amtsschreibers Johann Ludwig Schnell. Nachdem er sich an der Berner Akademie vergeblich als Professor beworben hatte, betätigte er sich als erbitterter Feind des aristokratischen Regiments der Restaurationszeit als Anwalt der unzufriedenen Landbevölkerung des Kantons Bern. Nach einem Intermezzo als Regierungssekretär in Aarau 1816–1817, kehrte er nach Burgdorf zurück, wo er sich erneut als Anwalt der politisch benachteiligten Berner Landbevölkerung betätigte.
Nach der Julirevolution von 1830 beteiligte sich Karl Schnell an der von seinem Bruder organisierten Volksversammlung von Burgdorf am 3. Dezember 1830 und trat an der Volksversammlung von Münsingen am 10. Januar 1831 als Redner für die Einberufung eines von der bisherigen Regierung unabhängigen Verfassungsrates ein. Zusammen mit seinen Brüdern gründete er im Februar 1831 die erste liberale Wochenzeitung, den «Berner Volksfreund». Nach der politischen Umwälzung in Bern wurde er 1831 Grossrat, Mitglied des Obergerichts und Regierungsstatthalter von Burgdorf.
Auf nationaler Ebene setzte sich Schnell vehement für eine Bundesrevision im Sinn der radikal-liberalen Bewegung ein. Als Tagsatzungsabgeordneter des Kantons Bern gehörte er zu den Mitgründern des Siebnerkonkordats der regenerierten Kantone und wurde 1833 Regierungsrat. 1838 trat er mit seinem Bruder Hans nach dem Napoleonhandel von allen Ämtern zurück. Er schrieb zwar weiter Artikel für den Berner Volksfreund und wurde Gemeindepräsident von Burgdorf, setzte aber seine politische Karriere nicht mehr fort. Er starb am 14. Dezember 1844 unter ungeklärten Umständen bei Aarau während einer nächtlichen Wanderung.